# 양승진 (강사)
양승진은 대한민국의 수학 강사이다. 현재 메가스터디 소속으로 활동하고 있다.
주 커리큘럼으로는 왕초보 개념코드, 실전 개념코드, 기출코드, 양가원코드, 양가원 모의고사가 있다